# Портрет Евгения Александровича Головина
«Портрет Евгения Александровича Головина» — картина Джорджа Доу и его мастерской из Военной галереи Зимнего дворца.
Картина представляет собой погрудный портрет генерал-майора Евгения Александровича Головина из состава Военной галереи Зимнего дворца.
С начала Отечественной войны 1812 года подполковник Головин командовал Фанагорийским гренадерским полком, в Бородинском сражении был ранен и за отличие произведён в полковники. В Заграничных походах 1813—1814 годов отличился при Лютцене, в Битве народов под Лейпцигом вновь был ранен и закончил своё участие в войнах против Наполеона под стенами Парижа, за что получил чин генерал-майора.
Изображён в генеральском мундире лейб-гвардии Егерского полка, введённом в 1814 году. На шее кресты ордена Св. Владимира 3-й степени и прусского ордена Пур ле Мерит; справа на груди крест ордена Св. Георгия 4-го класса, серебряная медаль «В память Отечественной войны 1812 года» на Андреевской ленте и бронзовая дворянская медаль «В память Отечественной войны 1812 года» на Владимирской ленте. Подпись на раме: Е. А. Головинъ 1й, Генералъ Маiоръ.
7 августа 1820 года Комитетом Главного штаба по аттестации Головин был включён в список «генералов, заслуживающих быть написанными в галерею» и 22 января 1822 года император Александр I приказал написать его портрет. Гонорар Доу был выплачен 24 февраля и 1 июля 1822 года. Готовый портрет был принят в Эрмитаж 7 сентября 1825 года. Поскольку на портрете отсутствует звезда ордена Св. Анны 1-й степени, которую Головин получил 12 декабря 1823 года, то портрет был написан ранее этой даты.